# Ранкин, Артур (младший)
Артур Гарднер Ранкин, младший (англ. Arthur Gardner Rankin, Jr.; 19.07.1924 Нью-Йорк, США — 30.01.2014, Бермудские Острова) — американский кинорежиссёр, сценарист, продюсер, работавший главным образом в анимации. Создал не менее 1000 мультфильмов и телевизионных программ; за этот вклад неоднократно был назван «Легендой анимации».

## Биография
Артур Гарднер Ранкин родился в 1924 году в Нью-Йорке в семье актёров Артура Ранкина и Мариан Мэнсфилд. Начал свою карьеру в качестве художника-постановщика на American Broadcasting Company в 1940 году. В 1955 году он с партнёром Жюлем Бассом создал компанию по производству телевизионных рекламных роликов. В 1960 году основное производство было перенесено в область создания анимационных фильмов. Компания сменила название на Rankin/Bass Productions. Их дебютом стал сериал «Новые приключения Буратино» (англ. The New Adventures of Pinocchio), который стартовал в 1960 году и состоял из 130 пятиминутных эпизодов.
Оба партнёра работали в тесном сотрудничестве в течение многих лет, выпуская широкий спектр мультфильмов как кукольных, так и рисованных. Кроме режиссуры Ранкин писал сценарии и создавал эскизы-концепции персонажей, тщательно обдумывая каждую деталь будущих фильмов. Заказы на изготовление кукол часто передавались мастерам традиционного японского театра Бунраку. Многие мультипликационные ленты создавались целыми тематическими циклами по заказу телевизионных компаний, часто к Рождественским каникулам: «Уилли Макбин и его волшебная машина» (англ. Willy Mcbean and his Magic Machine), «Приключения олененка Рудольфа» (англ. Rudolph the Red-Nosed Reindeer), «В город приехал Санта-Клаус!» (англ. Santa Claus Is Comin' to Town), «Олененок Рудольф и маленький Новый Год» (англ. Rudolph's Shiny New Year), «Год без Санты» (англ. The Year Without a Santa Claus), «Приключения Снеговика Фрости» (англ. Frosty the Snowman), «Это была ночь перед Рождеством» (англ. Twas the Night Before Christmas), «Джек Фрост» (англ. Jack Frost). The New York Times до настоящего времени называет компанию Rankin/Bass Productions фаворитом новогодних и рождественских эфиров многих телевизионных компаний. В 1977 году Rankin/Bass Productions выпустил свою версию о приключениях Хоббита Джона Толкиена, за которую они были удостоены Премии Пибоди. Компания создала такие телесериалы, как «Громовые коты» (англ. ThunderCats, прообраз будущего сериала «Громокошки») и «Серебряные ястребы» (англ. SilverHawks). К последним работам творческого дуэта относя «Ветер в ивах» (англ. The Wind in the Willows), а также экранизация известного мюзикла «Король и я».
В 1983 году Артур Ранкин на кастинге к одному из фильмов знакомится со своей будущей женой, итальянской актрисой греческого происхождения Ольгой Карлатос. В качестве места жительства пара выбирает Бермудские Острова. Ранкин умер после непродолжительной болезни 30 января 2014 года в возрасте 89 лет, в своем доме на островах. Кроме супруги у него остались сыновья Гарднер и Тодд.

## Избранная фильмография

### Полнометражные мультипликационные фильмы
- 1967 — «Сумасшедшая вечеринка чудовищ» (англ. Mad Monster Party)
- 1977 — «Хоббит» (англ. The Hobbit)
- 1980 — «Возвращение короля» (англ. The Return of the King)
- 1982 — «Полёт драконов» (англ. The Flight of Dragons)
- 1982 — «Последний единорог» (англ. The Last Unicorn)
- 1987 — «Ветер в ивах» (англ. Тhe Wind in the Willows)

### Анимация персонажей в игровом кино
- 1967 — «Побег Кинг-Конга» (англ. King Kong Escapes)
- 1977 — «Последний динозавр» (англ. The Last Dinosaur)
- 1978 год — «Бермудские глубины» (англ. The Bermuda Depths)
- 1980 — «Обезьянка слоновой кости» (англ. The Ivory Ape)
- 1981 — «Меч Бусидо» (англ. The Bushido Blade)

### Анимация персонажей в ТВ программах
- 1964 — «Return to Oz»
- 1964 — «Приключения олененка Рудольфа» (англ. Rudolph the Red-Nosed Reindeer)
- 1968 — «Маленький барабанщик» (англ. The Little Drummer Boy)
- 1969 — «Приключения Снеговика Фрости» (англ. Frosty the Snowman)
- 1970 — «В город приехал Санта-Клаус!» (англ. Santa Claus Is Comin' to Town)
- 1971 — «А вот и Кролик Пушистик» (англ. Here Comes Peter Cottontail)
- 1974 — «Год без Санты» (англ. The Year Without a Santa Claus)
- 1979 — «Джек Фрост» (англ. Jack Frost)

### Мультипликационные сериалы
- 1960 — «Новые приключения Буратино» (англ. The New Adventures of Pinocchio)
- 1966-1969 годы — «The King Kong Show»
- 1970-1971 гг. — «The Reluctant Dragon and Mr. Toad Show», по мотивам сказок «Ветер в ивах» и «Дракон-лежебока» Кеннета Грэма.
- 1970-1976 годы — «The Tomfoolery Show»
- 1971-1973 годы — «The Jackson 5ive»
- 1972-1973 годы — «The Osmonds»
- 1985-1987 годы — «Громовые коты» (англ. ThunderCats)
- 1986 — «Серебряные ястребы» (англ. SilverHawks)